# Luis Beláustegui
Luis Beláustegui (Buenos Aires, 28 de julio de 1842 - Buenos Aires, 19 de noviembre de 1909) fue un abogado y político argentino que ejerció cargos en el poder judicial de la Nación.
Tras recibirse de abogado en la Universidad de Buenos Aires, hizo larga carrera en el poder judicial. Tras ejercer largos años como juez en el fuero civil, sentando jurisprudencia en varios asuntos, fue nombrado para formar parte de la Cámara de Apelaciones en lo Civil de la Capital Federal.
En 1896 fue designado para suceder a Antonio Bermejo —quien sería por largos años presidente de la Corte Suprema de Justicia de la Nación Argentina— como ministro de Justicia e Instrucción Pública. Su labor se centró en la reorganización del sistema judicial, y la comunicación entre este y los demás poderes del estado nacional.
Posteriormente volvió a la Cámara de Apelaciones en lo Civil, de la que fue presidente. Sus publicaciones y distámenes judiciales han sido publicados en varios volúmenes.
Falleció en Buenos Aires en 1909.